# Grigore Bunescu
Grigore Bunescu (n. 15 iunie 1859 - d. 1939, București) a fost unul dintre generalii Armatei României din Primul Război Mondial.
A îndeplinit funcția de comandant de divizie în campaniile anilor 1916 și 1917.

## Cariera militară
După absolvirea școlii militare de ofițeri cu gradul de sublocotenent, Grigore Bunescu a ocupat diferite poziții în cadrul unităților de infanterie sau în eșaloanele superioare ale armatei, cele mai importante fiind cele de comandant al Regimentului 35 Infanterie sau comandant al Brigăzii 16 Infanterie.
În perioada Primului Război Mondial, îndeplinit funcțiile de comandant al Diviziei 7 Infanterie, în perioada 3 decembrie 1916 - 12 decembrie 1916 și comandant al Diviziei 14 Infanterie, în perioada 31 decembrie 1916 - 28 octombrie 1918 distingându-se în cursul Bătăliei de la Mărăști din anul 1917.
A fost decorat cu Ordinul „Mihai Viteazul”, clasa III, pentru modul cum a condus Divizia 7 Infanterie în Bătălia de pe Argeș și Neajlov, din anul 1916.
„Pentru vrednicia și vitejia cu care la Călugăreni a rezistat cu o parte a diviziei întărită cu Regimentul 4 Vânători și Regimentul 14 Infanterie, respingând atacurile înverșunate ce inamicul a dat în zilele de 16-21 noiembrie 1916. S-a distins în mod deosebit în ziua de 20 noiembrie 1916, când a reușit să smulgă inamicului satul Grădiștea și liniile înaintate de la Singureni.”
Înalt Decret no. 1581 din 25 iunie 1918:p. 137

## Lucrări
- Reguli pentru manevra cu cadre, prelucrată din limba italiană, de Locot. Colonel Gr. Bunescu. Institutul de Arte Grafice si Editură Minerva, București, 1908
- Studiu asupra școalelor regimentare la trupele calări și oare-cari propuneri relative, de Locotenentul Grigore Bunescu, brevetat de Stat-Major, Tipografia Carol Göbl, Bucuresci, 1890[9]

## Decorații
- Ordinul „Steaua României”, în grad de ofițer (1911)
- Ordinul „Coroana României”, în grad de ofițer (1906) [2]:p. 434
- Ordinul „Mihai Viteazul”, clasa III, 25 iunie 1918[8]:p. 137